# Белая (Псковская область)
Бе́лая — деревня в Дновском районе Псковской области. Входит в состав Искровской волости.
Расположена на берегах реки Белка, в 16 км к югу от районного центра, города Дно.

## Население
| 2001 | 2002 | 2010 |
| ---- | ---- | ---- |
| 247  | ↘204 | ↘157 |

Численность населения деревни по оценке на конец 2000 года составляла 247 человека, на 2010 год — 184 человека.

## История
До 2005 года входила в состав ныне упразднённой Голубовской волости, до 2015 года — в состав Гавровской волости.